# HMS Smyge (1991)

Stemma araldico della HMS Smyges.

HMS Smyge è una nave sperimentale della Marina svedese per studiare l'effetto della tecnologia stealth nel 1991. La forma dello scafo rende più difficile la visione su radar (tecnologia stealth). L'esperienza della Smyge è stata la base per un nuovo e più ampio progetto, ''Ytstridsfartyg 2000'' (YS 2000), sviluppato poi nella classe Visby. A partire dal 2014, la Smyge viene utilizzata per addestrare le nuove reclute alla Swedish Navy Academy.